# Grove Mall

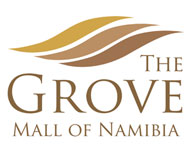
Logo bis Dezember 2019

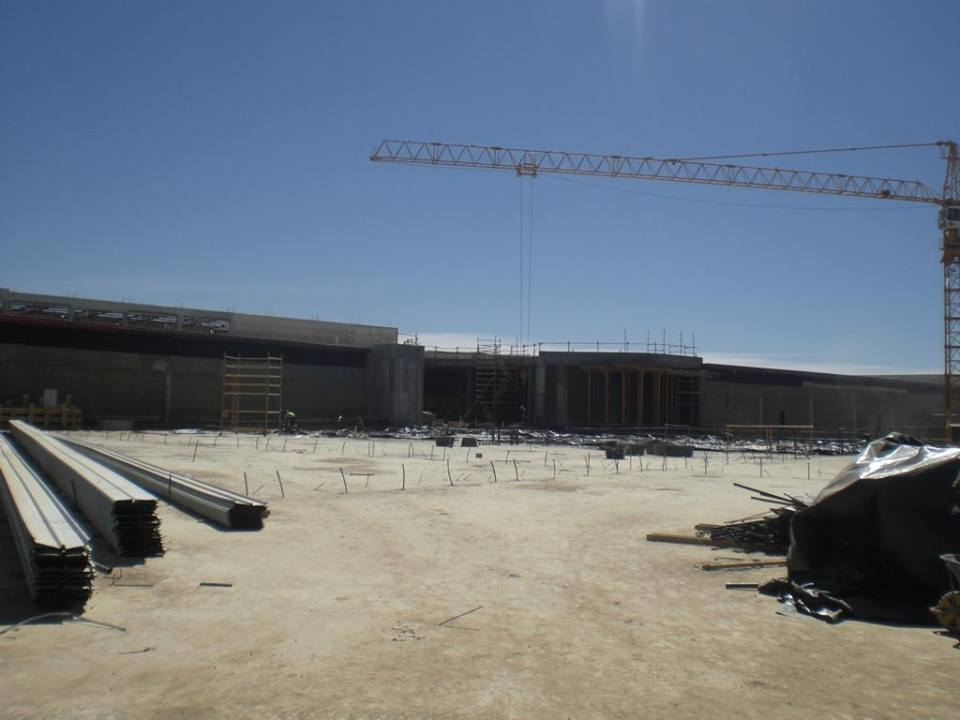
The Grove Ende April 2014

Grove Mall, bis Dezember 2019 The Grove Mall of Namibia ist ein Einkaufszentrum im Stadtteil Kleine Kuppe in der namibischen Hauptstadt Windhoek. Es wurde ab Oktober 2014 in Teilen, bis April 2015 dann komplett eröffnet. Es ist – nach Eigenaussage – das größte Einkaufszentrum Afrikas außerhalb Südafrikas. Es handelt sich – nach Baukosten – um das sechstgrößte Bauprojekt in Namibia seit der Unabhängigkeit 1990.
Entwickelt wurde The Grove mit einer geplanten Verkaufsfläche von 55.000 Quadratmeter (m²) als Teil des 220.000 m² großen Hilltop Estate, eines geschlossenen Neubaugebietes mit Wohnungen, Häusern, Hotel und medizinischen Einrichtungen sowie Bürogebäuden. Dieses umfasst insgesamt ein Bauvolumen von 1,6 Milliarden Namibia-Dollar. Die Anzahl der Geschäfte wird mit 80 bis 120 angegeben.

## Geschäfte und Einrichtungen

### Ankermieter
Ankermieter des Einkaufszentrums werden (Stand: Juni 2012):
- Checkers (Supermarkt)
- Dis-Chem (Apotheke/Drogerie)
- Game (Haushaltswaren)
- Spar (Supermarkt)
- Ster Kinekor (Multiplex-3D-Kino)
- Woolworths (Bekleidung und Nahrungsmittel)

### Großmieter
Großmieter, das heißt über 500 Quadratmeter Verkaufsfläche, werden unter anderem sein (Stand: Juni 2012):
- @Home (Haushalt/Wohnen)
- Ackermanns (Bekleidung)
- Clicks (Drogerie)
- Coricraft (Wohnen/Möbel)
- Edgars (Bekleidung)
- Foschini / Markhams (Bekleidung)
- Incredible Connections (Computer)
- Jet (Bekleidung)
- Mr. Price Home (Haushalt/Wohnen)
- Mr. Price Weekend & Sport (Sportbekleidung)
- Pep Home (Haushalt/Wohnen)
- Pep Store (Bekleidung)
- Sportsman Warehouse (Sportbekleidung)
- Stuttafords (Bekleidung)
- Truworths (Bekleidung)

### Restaurants
(Auswahl)
- Ocean Basket
- Spur
- Wimpy

Zum erweiterten Einkaufszentrum gehören auch das MegaCentre sowie Virgin Active.